# Enver Bukić
|   | a | b | c | d | e | f | g | h |   |
| 8 | a8 – Czarna wieża · e8 – Czarny skoczek · h8 – Czarny król · a7 – Czarny pionek · b7 – Czarny pionek · d7 – Czarny goniec · e7 – Czarna wieża · h7 – Czarny pionek · d6 – Czarny pionek · f6 – Czarny hetman · h6 – Czarny skoczek · d5 – Biały pionek · f5 – Czarny pionek · a4 – Biały pionek · d4 – Czarny pionek · f4 – Biała wieża · d3 – Biały goniec · e3 – Biały skoczek · g3 – Biała wieża · h3 – Biały skoczek · b2 – Biały pionek · c2 – Biały hetman · g2 – Biały pionek · h2 – Biały pionek · g1 – Biały król | a8 – Czarna wieża · e8 – Czarny skoczek · h8 – Czarny król · a7 – Czarny pionek · b7 – Czarny pionek · d7 – Czarny goniec · e7 – Czarna wieża · h7 – Czarny pionek · d6 – Czarny pionek · f6 – Czarny hetman · h6 – Czarny skoczek · d5 – Biały pionek · f5 – Czarny pionek · a4 – Biały pionek · d4 – Czarny pionek · f4 – Biała wieża · d3 – Biały goniec · e3 – Biały skoczek · g3 – Biała wieża · h3 – Biały skoczek · b2 – Biały pionek · c2 – Biały hetman · g2 – Biały pionek · h2 – Biały pionek · g1 – Biały król | a8 – Czarna wieża · e8 – Czarny skoczek · h8 – Czarny król · a7 – Czarny pionek · b7 – Czarny pionek · d7 – Czarny goniec · e7 – Czarna wieża · h7 – Czarny pionek · d6 – Czarny pionek · f6 – Czarny hetman · h6 – Czarny skoczek · d5 – Biały pionek · f5 – Czarny pionek · a4 – Biały pionek · d4 – Czarny pionek · f4 – Biała wieża · d3 – Biały goniec · e3 – Biały skoczek · g3 – Biała wieża · h3 – Biały skoczek · b2 – Biały pionek · c2 – Biały hetman · g2 – Biały pionek · h2 – Biały pionek · g1 – Biały król | a8 – Czarna wieża · e8 – Czarny skoczek · h8 – Czarny król · a7 – Czarny pionek · b7 – Czarny pionek · d7 – Czarny goniec · e7 – Czarna wieża · h7 – Czarny pionek · d6 – Czarny pionek · f6 – Czarny hetman · h6 – Czarny skoczek · d5 – Biały pionek · f5 – Czarny pionek · a4 – Biały pionek · d4 – Czarny pionek · f4 – Biała wieża · d3 – Biały goniec · e3 – Biały skoczek · g3 – Biała wieża · h3 – Biały skoczek · b2 – Biały pionek · c2 – Biały hetman · g2 – Biały pionek · h2 – Biały pionek · g1 – Biały król | a8 – Czarna wieża · e8 – Czarny skoczek · h8 – Czarny król · a7 – Czarny pionek · b7 – Czarny pionek · d7 – Czarny goniec · e7 – Czarna wieża · h7 – Czarny pionek · d6 – Czarny pionek · f6 – Czarny hetman · h6 – Czarny skoczek · d5 – Biały pionek · f5 – Czarny pionek · a4 – Biały pionek · d4 – Czarny pionek · f4 – Biała wieża · d3 – Biały goniec · e3 – Biały skoczek · g3 – Biała wieża · h3 – Biały skoczek · b2 – Biały pionek · c2 – Biały hetman · g2 – Biały pionek · h2 – Biały pionek · g1 – Biały król | a8 – Czarna wieża · e8 – Czarny skoczek · h8 – Czarny król · a7 – Czarny pionek · b7 – Czarny pionek · d7 – Czarny goniec · e7 – Czarna wieża · h7 – Czarny pionek · d6 – Czarny pionek · f6 – Czarny hetman · h6 – Czarny skoczek · d5 – Biały pionek · f5 – Czarny pionek · a4 – Biały pionek · d4 – Czarny pionek · f4 – Biała wieża · d3 – Biały goniec · e3 – Biały skoczek · g3 – Biała wieża · h3 – Biały skoczek · b2 – Biały pionek · c2 – Biały hetman · g2 – Biały pionek · h2 – Biały pionek · g1 – Biały król | a8 – Czarna wieża · e8 – Czarny skoczek · h8 – Czarny król · a7 – Czarny pionek · b7 – Czarny pionek · d7 – Czarny goniec · e7 – Czarna wieża · h7 – Czarny pionek · d6 – Czarny pionek · f6 – Czarny hetman · h6 – Czarny skoczek · d5 – Biały pionek · f5 – Czarny pionek · a4 – Biały pionek · d4 – Czarny pionek · f4 – Biała wieża · d3 – Biały goniec · e3 – Biały skoczek · g3 – Biała wieża · h3 – Biały skoczek · b2 – Biały pionek · c2 – Biały hetman · g2 – Biały pionek · h2 – Biały pionek · g1 – Biały król | a8 – Czarna wieża · e8 – Czarny skoczek · h8 – Czarny król · a7 – Czarny pionek · b7 – Czarny pionek · d7 – Czarny goniec · e7 – Czarna wieża · h7 – Czarny pionek · d6 – Czarny pionek · f6 – Czarny hetman · h6 – Czarny skoczek · d5 – Biały pionek · f5 – Czarny pionek · a4 – Biały pionek · d4 – Czarny pionek · f4 – Biała wieża · d3 – Biały goniec · e3 – Biały skoczek · g3 – Biała wieża · h3 – Biały skoczek · b2 – Biały pionek · c2 – Biały hetman · g2 – Biały pionek · h2 – Biały pionek · g1 – Biały król | 8 |
| 7 | a8 – Czarna wieża · e8 – Czarny skoczek · h8 – Czarny król · a7 – Czarny pionek · b7 – Czarny pionek · d7 – Czarny goniec · e7 – Czarna wieża · h7 – Czarny pionek · d6 – Czarny pionek · f6 – Czarny hetman · h6 – Czarny skoczek · d5 – Biały pionek · f5 – Czarny pionek · a4 – Biały pionek · d4 – Czarny pionek · f4 – Biała wieża · d3 – Biały goniec · e3 – Biały skoczek · g3 – Biała wieża · h3 – Biały skoczek · b2 – Biały pionek · c2 – Biały hetman · g2 – Biały pionek · h2 – Biały pionek · g1 – Biały król | a8 – Czarna wieża · e8 – Czarny skoczek · h8 – Czarny król · a7 – Czarny pionek · b7 – Czarny pionek · d7 – Czarny goniec · e7 – Czarna wieża · h7 – Czarny pionek · d6 – Czarny pionek · f6 – Czarny hetman · h6 – Czarny skoczek · d5 – Biały pionek · f5 – Czarny pionek · a4 – Biały pionek · d4 – Czarny pionek · f4 – Biała wieża · d3 – Biały goniec · e3 – Biały skoczek · g3 – Biała wieża · h3 – Biały skoczek · b2 – Biały pionek · c2 – Biały hetman · g2 – Biały pionek · h2 – Biały pionek · g1 – Biały król | a8 – Czarna wieża · e8 – Czarny skoczek · h8 – Czarny król · a7 – Czarny pionek · b7 – Czarny pionek · d7 – Czarny goniec · e7 – Czarna wieża · h7 – Czarny pionek · d6 – Czarny pionek · f6 – Czarny hetman · h6 – Czarny skoczek · d5 – Biały pionek · f5 – Czarny pionek · a4 – Biały pionek · d4 – Czarny pionek · f4 – Biała wieża · d3 – Biały goniec · e3 – Biały skoczek · g3 – Biała wieża · h3 – Biały skoczek · b2 – Biały pionek · c2 – Biały hetman · g2 – Biały pionek · h2 – Biały pionek · g1 – Biały król | a8 – Czarna wieża · e8 – Czarny skoczek · h8 – Czarny król · a7 – Czarny pionek · b7 – Czarny pionek · d7 – Czarny goniec · e7 – Czarna wieża · h7 – Czarny pionek · d6 – Czarny pionek · f6 – Czarny hetman · h6 – Czarny skoczek · d5 – Biały pionek · f5 – Czarny pionek · a4 – Biały pionek · d4 – Czarny pionek · f4 – Biała wieża · d3 – Biały goniec · e3 – Biały skoczek · g3 – Biała wieża · h3 – Biały skoczek · b2 – Biały pionek · c2 – Biały hetman · g2 – Biały pionek · h2 – Biały pionek · g1 – Biały król | a8 – Czarna wieża · e8 – Czarny skoczek · h8 – Czarny król · a7 – Czarny pionek · b7 – Czarny pionek · d7 – Czarny goniec · e7 – Czarna wieża · h7 – Czarny pionek · d6 – Czarny pionek · f6 – Czarny hetman · h6 – Czarny skoczek · d5 – Biały pionek · f5 – Czarny pionek · a4 – Biały pionek · d4 – Czarny pionek · f4 – Biała wieża · d3 – Biały goniec · e3 – Biały skoczek · g3 – Biała wieża · h3 – Biały skoczek · b2 – Biały pionek · c2 – Biały hetman · g2 – Biały pionek · h2 – Biały pionek · g1 – Biały król | a8 – Czarna wieża · e8 – Czarny skoczek · h8 – Czarny król · a7 – Czarny pionek · b7 – Czarny pionek · d7 – Czarny goniec · e7 – Czarna wieża · h7 – Czarny pionek · d6 – Czarny pionek · f6 – Czarny hetman · h6 – Czarny skoczek · d5 – Biały pionek · f5 – Czarny pionek · a4 – Biały pionek · d4 – Czarny pionek · f4 – Biała wieża · d3 – Biały goniec · e3 – Biały skoczek · g3 – Biała wieża · h3 – Biały skoczek · b2 – Biały pionek · c2 – Biały hetman · g2 – Biały pionek · h2 – Biały pionek · g1 – Biały król | a8 – Czarna wieża · e8 – Czarny skoczek · h8 – Czarny król · a7 – Czarny pionek · b7 – Czarny pionek · d7 – Czarny goniec · e7 – Czarna wieża · h7 – Czarny pionek · d6 – Czarny pionek · f6 – Czarny hetman · h6 – Czarny skoczek · d5 – Biały pionek · f5 – Czarny pionek · a4 – Biały pionek · d4 – Czarny pionek · f4 – Biała wieża · d3 – Biały goniec · e3 – Biały skoczek · g3 – Biała wieża · h3 – Biały skoczek · b2 – Biały pionek · c2 – Biały hetman · g2 – Biały pionek · h2 – Biały pionek · g1 – Biały król | a8 – Czarna wieża · e8 – Czarny skoczek · h8 – Czarny król · a7 – Czarny pionek · b7 – Czarny pionek · d7 – Czarny goniec · e7 – Czarna wieża · h7 – Czarny pionek · d6 – Czarny pionek · f6 – Czarny hetman · h6 – Czarny skoczek · d5 – Biały pionek · f5 – Czarny pionek · a4 – Biały pionek · d4 – Czarny pionek · f4 – Biała wieża · d3 – Biały goniec · e3 – Biały skoczek · g3 – Biała wieża · h3 – Biały skoczek · b2 – Biały pionek · c2 – Biały hetman · g2 – Biały pionek · h2 – Biały pionek · g1 – Biały król | 7 |
| 6 | a8 – Czarna wieża · e8 – Czarny skoczek · h8 – Czarny król · a7 – Czarny pionek · b7 – Czarny pionek · d7 – Czarny goniec · e7 – Czarna wieża · h7 – Czarny pionek · d6 – Czarny pionek · f6 – Czarny hetman · h6 – Czarny skoczek · d5 – Biały pionek · f5 – Czarny pionek · a4 – Biały pionek · d4 – Czarny pionek · f4 – Biała wieża · d3 – Biały goniec · e3 – Biały skoczek · g3 – Biała wieża · h3 – Biały skoczek · b2 – Biały pionek · c2 – Biały hetman · g2 – Biały pionek · h2 – Biały pionek · g1 – Biały król | a8 – Czarna wieża · e8 – Czarny skoczek · h8 – Czarny król · a7 – Czarny pionek · b7 – Czarny pionek · d7 – Czarny goniec · e7 – Czarna wieża · h7 – Czarny pionek · d6 – Czarny pionek · f6 – Czarny hetman · h6 – Czarny skoczek · d5 – Biały pionek · f5 – Czarny pionek · a4 – Biały pionek · d4 – Czarny pionek · f4 – Biała wieża · d3 – Biały goniec · e3 – Biały skoczek · g3 – Biała wieża · h3 – Biały skoczek · b2 – Biały pionek · c2 – Biały hetman · g2 – Biały pionek · h2 – Biały pionek · g1 – Biały król | a8 – Czarna wieża · e8 – Czarny skoczek · h8 – Czarny król · a7 – Czarny pionek · b7 – Czarny pionek · d7 – Czarny goniec · e7 – Czarna wieża · h7 – Czarny pionek · d6 – Czarny pionek · f6 – Czarny hetman · h6 – Czarny skoczek · d5 – Biały pionek · f5 – Czarny pionek · a4 – Biały pionek · d4 – Czarny pionek · f4 – Biała wieża · d3 – Biały goniec · e3 – Biały skoczek · g3 – Biała wieża · h3 – Biały skoczek · b2 – Biały pionek · c2 – Biały hetman · g2 – Biały pionek · h2 – Biały pionek · g1 – Biały król | a8 – Czarna wieża · e8 – Czarny skoczek · h8 – Czarny król · a7 – Czarny pionek · b7 – Czarny pionek · d7 – Czarny goniec · e7 – Czarna wieża · h7 – Czarny pionek · d6 – Czarny pionek · f6 – Czarny hetman · h6 – Czarny skoczek · d5 – Biały pionek · f5 – Czarny pionek · a4 – Biały pionek · d4 – Czarny pionek · f4 – Biała wieża · d3 – Biały goniec · e3 – Biały skoczek · g3 – Biała wieża · h3 – Biały skoczek · b2 – Biały pionek · c2 – Biały hetman · g2 – Biały pionek · h2 – Biały pionek · g1 – Biały król | a8 – Czarna wieża · e8 – Czarny skoczek · h8 – Czarny król · a7 – Czarny pionek · b7 – Czarny pionek · d7 – Czarny goniec · e7 – Czarna wieża · h7 – Czarny pionek · d6 – Czarny pionek · f6 – Czarny hetman · h6 – Czarny skoczek · d5 – Biały pionek · f5 – Czarny pionek · a4 – Biały pionek · d4 – Czarny pionek · f4 – Biała wieża · d3 – Biały goniec · e3 – Biały skoczek · g3 – Biała wieża · h3 – Biały skoczek · b2 – Biały pionek · c2 – Biały hetman · g2 – Biały pionek · h2 – Biały pionek · g1 – Biały król | a8 – Czarna wieża · e8 – Czarny skoczek · h8 – Czarny król · a7 – Czarny pionek · b7 – Czarny pionek · d7 – Czarny goniec · e7 – Czarna wieża · h7 – Czarny pionek · d6 – Czarny pionek · f6 – Czarny hetman · h6 – Czarny skoczek · d5 – Biały pionek · f5 – Czarny pionek · a4 – Biały pionek · d4 – Czarny pionek · f4 – Biała wieża · d3 – Biały goniec · e3 – Biały skoczek · g3 – Biała wieża · h3 – Biały skoczek · b2 – Biały pionek · c2 – Biały hetman · g2 – Biały pionek · h2 – Biały pionek · g1 – Biały król | a8 – Czarna wieża · e8 – Czarny skoczek · h8 – Czarny król · a7 – Czarny pionek · b7 – Czarny pionek · d7 – Czarny goniec · e7 – Czarna wieża · h7 – Czarny pionek · d6 – Czarny pionek · f6 – Czarny hetman · h6 – Czarny skoczek · d5 – Biały pionek · f5 – Czarny pionek · a4 – Biały pionek · d4 – Czarny pionek · f4 – Biała wieża · d3 – Biały goniec · e3 – Biały skoczek · g3 – Biała wieża · h3 – Biały skoczek · b2 – Biały pionek · c2 – Biały hetman · g2 – Biały pionek · h2 – Biały pionek · g1 – Biały król | a8 – Czarna wieża · e8 – Czarny skoczek · h8 – Czarny król · a7 – Czarny pionek · b7 – Czarny pionek · d7 – Czarny goniec · e7 – Czarna wieża · h7 – Czarny pionek · d6 – Czarny pionek · f6 – Czarny hetman · h6 – Czarny skoczek · d5 – Biały pionek · f5 – Czarny pionek · a4 – Biały pionek · d4 – Czarny pionek · f4 – Biała wieża · d3 – Biały goniec · e3 – Biały skoczek · g3 – Biała wieża · h3 – Biały skoczek · b2 – Biały pionek · c2 – Biały hetman · g2 – Biały pionek · h2 – Biały pionek · g1 – Biały król | 6 |
| 5 | a8 – Czarna wieża · e8 – Czarny skoczek · h8 – Czarny król · a7 – Czarny pionek · b7 – Czarny pionek · d7 – Czarny goniec · e7 – Czarna wieża · h7 – Czarny pionek · d6 – Czarny pionek · f6 – Czarny hetman · h6 – Czarny skoczek · d5 – Biały pionek · f5 – Czarny pionek · a4 – Biały pionek · d4 – Czarny pionek · f4 – Biała wieża · d3 – Biały goniec · e3 – Biały skoczek · g3 – Biała wieża · h3 – Biały skoczek · b2 – Biały pionek · c2 – Biały hetman · g2 – Biały pionek · h2 – Biały pionek · g1 – Biały król | a8 – Czarna wieża · e8 – Czarny skoczek · h8 – Czarny król · a7 – Czarny pionek · b7 – Czarny pionek · d7 – Czarny goniec · e7 – Czarna wieża · h7 – Czarny pionek · d6 – Czarny pionek · f6 – Czarny hetman · h6 – Czarny skoczek · d5 – Biały pionek · f5 – Czarny pionek · a4 – Biały pionek · d4 – Czarny pionek · f4 – Biała wieża · d3 – Biały goniec · e3 – Biały skoczek · g3 – Biała wieża · h3 – Biały skoczek · b2 – Biały pionek · c2 – Biały hetman · g2 – Biały pionek · h2 – Biały pionek · g1 – Biały król | a8 – Czarna wieża · e8 – Czarny skoczek · h8 – Czarny król · a7 – Czarny pionek · b7 – Czarny pionek · d7 – Czarny goniec · e7 – Czarna wieża · h7 – Czarny pionek · d6 – Czarny pionek · f6 – Czarny hetman · h6 – Czarny skoczek · d5 – Biały pionek · f5 – Czarny pionek · a4 – Biały pionek · d4 – Czarny pionek · f4 – Biała wieża · d3 – Biały goniec · e3 – Biały skoczek · g3 – Biała wieża · h3 – Biały skoczek · b2 – Biały pionek · c2 – Biały hetman · g2 – Biały pionek · h2 – Biały pionek · g1 – Biały król | a8 – Czarna wieża · e8 – Czarny skoczek · h8 – Czarny król · a7 – Czarny pionek · b7 – Czarny pionek · d7 – Czarny goniec · e7 – Czarna wieża · h7 – Czarny pionek · d6 – Czarny pionek · f6 – Czarny hetman · h6 – Czarny skoczek · d5 – Biały pionek · f5 – Czarny pionek · a4 – Biały pionek · d4 – Czarny pionek · f4 – Biała wieża · d3 – Biały goniec · e3 – Biały skoczek · g3 – Biała wieża · h3 – Biały skoczek · b2 – Biały pionek · c2 – Biały hetman · g2 – Biały pionek · h2 – Biały pionek · g1 – Biały król | a8 – Czarna wieża · e8 – Czarny skoczek · h8 – Czarny król · a7 – Czarny pionek · b7 – Czarny pionek · d7 – Czarny goniec · e7 – Czarna wieża · h7 – Czarny pionek · d6 – Czarny pionek · f6 – Czarny hetman · h6 – Czarny skoczek · d5 – Biały pionek · f5 – Czarny pionek · a4 – Biały pionek · d4 – Czarny pionek · f4 – Biała wieża · d3 – Biały goniec · e3 – Biały skoczek · g3 – Biała wieża · h3 – Biały skoczek · b2 – Biały pionek · c2 – Biały hetman · g2 – Biały pionek · h2 – Biały pionek · g1 – Biały król | a8 – Czarna wieża · e8 – Czarny skoczek · h8 – Czarny król · a7 – Czarny pionek · b7 – Czarny pionek · d7 – Czarny goniec · e7 – Czarna wieża · h7 – Czarny pionek · d6 – Czarny pionek · f6 – Czarny hetman · h6 – Czarny skoczek · d5 – Biały pionek · f5 – Czarny pionek · a4 – Biały pionek · d4 – Czarny pionek · f4 – Biała wieża · d3 – Biały goniec · e3 – Biały skoczek · g3 – Biała wieża · h3 – Biały skoczek · b2 – Biały pionek · c2 – Biały hetman · g2 – Biały pionek · h2 – Biały pionek · g1 – Biały król | a8 – Czarna wieża · e8 – Czarny skoczek · h8 – Czarny król · a7 – Czarny pionek · b7 – Czarny pionek · d7 – Czarny goniec · e7 – Czarna wieża · h7 – Czarny pionek · d6 – Czarny pionek · f6 – Czarny hetman · h6 – Czarny skoczek · d5 – Biały pionek · f5 – Czarny pionek · a4 – Biały pionek · d4 – Czarny pionek · f4 – Biała wieża · d3 – Biały goniec · e3 – Biały skoczek · g3 – Biała wieża · h3 – Biały skoczek · b2 – Biały pionek · c2 – Biały hetman · g2 – Biały pionek · h2 – Biały pionek · g1 – Biały król | a8 – Czarna wieża · e8 – Czarny skoczek · h8 – Czarny król · a7 – Czarny pionek · b7 – Czarny pionek · d7 – Czarny goniec · e7 – Czarna wieża · h7 – Czarny pionek · d6 – Czarny pionek · f6 – Czarny hetman · h6 – Czarny skoczek · d5 – Biały pionek · f5 – Czarny pionek · a4 – Biały pionek · d4 – Czarny pionek · f4 – Biała wieża · d3 – Biały goniec · e3 – Biały skoczek · g3 – Biała wieża · h3 – Biały skoczek · b2 – Biały pionek · c2 – Biały hetman · g2 – Biały pionek · h2 – Biały pionek · g1 – Biały król | 5 |
| 4 | a8 – Czarna wieża · e8 – Czarny skoczek · h8 – Czarny król · a7 – Czarny pionek · b7 – Czarny pionek · d7 – Czarny goniec · e7 – Czarna wieża · h7 – Czarny pionek · d6 – Czarny pionek · f6 – Czarny hetman · h6 – Czarny skoczek · d5 – Biały pionek · f5 – Czarny pionek · a4 – Biały pionek · d4 – Czarny pionek · f4 – Biała wieża · d3 – Biały goniec · e3 – Biały skoczek · g3 – Biała wieża · h3 – Biały skoczek · b2 – Biały pionek · c2 – Biały hetman · g2 – Biały pionek · h2 – Biały pionek · g1 – Biały król | a8 – Czarna wieża · e8 – Czarny skoczek · h8 – Czarny król · a7 – Czarny pionek · b7 – Czarny pionek · d7 – Czarny goniec · e7 – Czarna wieża · h7 – Czarny pionek · d6 – Czarny pionek · f6 – Czarny hetman · h6 – Czarny skoczek · d5 – Biały pionek · f5 – Czarny pionek · a4 – Biały pionek · d4 – Czarny pionek · f4 – Biała wieża · d3 – Biały goniec · e3 – Biały skoczek · g3 – Biała wieża · h3 – Biały skoczek · b2 – Biały pionek · c2 – Biały hetman · g2 – Biały pionek · h2 – Biały pionek · g1 – Biały król | a8 – Czarna wieża · e8 – Czarny skoczek · h8 – Czarny król · a7 – Czarny pionek · b7 – Czarny pionek · d7 – Czarny goniec · e7 – Czarna wieża · h7 – Czarny pionek · d6 – Czarny pionek · f6 – Czarny hetman · h6 – Czarny skoczek · d5 – Biały pionek · f5 – Czarny pionek · a4 – Biały pionek · d4 – Czarny pionek · f4 – Biała wieża · d3 – Biały goniec · e3 – Biały skoczek · g3 – Biała wieża · h3 – Biały skoczek · b2 – Biały pionek · c2 – Biały hetman · g2 – Biały pionek · h2 – Biały pionek · g1 – Biały król | a8 – Czarna wieża · e8 – Czarny skoczek · h8 – Czarny król · a7 – Czarny pionek · b7 – Czarny pionek · d7 – Czarny goniec · e7 – Czarna wieża · h7 – Czarny pionek · d6 – Czarny pionek · f6 – Czarny hetman · h6 – Czarny skoczek · d5 – Biały pionek · f5 – Czarny pionek · a4 – Biały pionek · d4 – Czarny pionek · f4 – Biała wieża · d3 – Biały goniec · e3 – Biały skoczek · g3 – Biała wieża · h3 – Biały skoczek · b2 – Biały pionek · c2 – Biały hetman · g2 – Biały pionek · h2 – Biały pionek · g1 – Biały król | a8 – Czarna wieża · e8 – Czarny skoczek · h8 – Czarny król · a7 – Czarny pionek · b7 – Czarny pionek · d7 – Czarny goniec · e7 – Czarna wieża · h7 – Czarny pionek · d6 – Czarny pionek · f6 – Czarny hetman · h6 – Czarny skoczek · d5 – Biały pionek · f5 – Czarny pionek · a4 – Biały pionek · d4 – Czarny pionek · f4 – Biała wieża · d3 – Biały goniec · e3 – Biały skoczek · g3 – Biała wieża · h3 – Biały skoczek · b2 – Biały pionek · c2 – Biały hetman · g2 – Biały pionek · h2 – Biały pionek · g1 – Biały król | a8 – Czarna wieża · e8 – Czarny skoczek · h8 – Czarny król · a7 – Czarny pionek · b7 – Czarny pionek · d7 – Czarny goniec · e7 – Czarna wieża · h7 – Czarny pionek · d6 – Czarny pionek · f6 – Czarny hetman · h6 – Czarny skoczek · d5 – Biały pionek · f5 – Czarny pionek · a4 – Biały pionek · d4 – Czarny pionek · f4 – Biała wieża · d3 – Biały goniec · e3 – Biały skoczek · g3 – Biała wieża · h3 – Biały skoczek · b2 – Biały pionek · c2 – Biały hetman · g2 – Biały pionek · h2 – Biały pionek · g1 – Biały król | a8 – Czarna wieża · e8 – Czarny skoczek · h8 – Czarny król · a7 – Czarny pionek · b7 – Czarny pionek · d7 – Czarny goniec · e7 – Czarna wieża · h7 – Czarny pionek · d6 – Czarny pionek · f6 – Czarny hetman · h6 – Czarny skoczek · d5 – Biały pionek · f5 – Czarny pionek · a4 – Biały pionek · d4 – Czarny pionek · f4 – Biała wieża · d3 – Biały goniec · e3 – Biały skoczek · g3 – Biała wieża · h3 – Biały skoczek · b2 – Biały pionek · c2 – Biały hetman · g2 – Biały pionek · h2 – Biały pionek · g1 – Biały król | a8 – Czarna wieża · e8 – Czarny skoczek · h8 – Czarny król · a7 – Czarny pionek · b7 – Czarny pionek · d7 – Czarny goniec · e7 – Czarna wieża · h7 – Czarny pionek · d6 – Czarny pionek · f6 – Czarny hetman · h6 – Czarny skoczek · d5 – Biały pionek · f5 – Czarny pionek · a4 – Biały pionek · d4 – Czarny pionek · f4 – Biała wieża · d3 – Biały goniec · e3 – Biały skoczek · g3 – Biała wieża · h3 – Biały skoczek · b2 – Biały pionek · c2 – Biały hetman · g2 – Biały pionek · h2 – Biały pionek · g1 – Biały król | 4 |
| 3 | a8 – Czarna wieża · e8 – Czarny skoczek · h8 – Czarny król · a7 – Czarny pionek · b7 – Czarny pionek · d7 – Czarny goniec · e7 – Czarna wieża · h7 – Czarny pionek · d6 – Czarny pionek · f6 – Czarny hetman · h6 – Czarny skoczek · d5 – Biały pionek · f5 – Czarny pionek · a4 – Biały pionek · d4 – Czarny pionek · f4 – Biała wieża · d3 – Biały goniec · e3 – Biały skoczek · g3 – Biała wieża · h3 – Biały skoczek · b2 – Biały pionek · c2 – Biały hetman · g2 – Biały pionek · h2 – Biały pionek · g1 – Biały król | a8 – Czarna wieża · e8 – Czarny skoczek · h8 – Czarny król · a7 – Czarny pionek · b7 – Czarny pionek · d7 – Czarny goniec · e7 – Czarna wieża · h7 – Czarny pionek · d6 – Czarny pionek · f6 – Czarny hetman · h6 – Czarny skoczek · d5 – Biały pionek · f5 – Czarny pionek · a4 – Biały pionek · d4 – Czarny pionek · f4 – Biała wieża · d3 – Biały goniec · e3 – Biały skoczek · g3 – Biała wieża · h3 – Biały skoczek · b2 – Biały pionek · c2 – Biały hetman · g2 – Biały pionek · h2 – Biały pionek · g1 – Biały król | a8 – Czarna wieża · e8 – Czarny skoczek · h8 – Czarny król · a7 – Czarny pionek · b7 – Czarny pionek · d7 – Czarny goniec · e7 – Czarna wieża · h7 – Czarny pionek · d6 – Czarny pionek · f6 – Czarny hetman · h6 – Czarny skoczek · d5 – Biały pionek · f5 – Czarny pionek · a4 – Biały pionek · d4 – Czarny pionek · f4 – Biała wieża · d3 – Biały goniec · e3 – Biały skoczek · g3 – Biała wieża · h3 – Biały skoczek · b2 – Biały pionek · c2 – Biały hetman · g2 – Biały pionek · h2 – Biały pionek · g1 – Biały król | a8 – Czarna wieża · e8 – Czarny skoczek · h8 – Czarny król · a7 – Czarny pionek · b7 – Czarny pionek · d7 – Czarny goniec · e7 – Czarna wieża · h7 – Czarny pionek · d6 – Czarny pionek · f6 – Czarny hetman · h6 – Czarny skoczek · d5 – Biały pionek · f5 – Czarny pionek · a4 – Biały pionek · d4 – Czarny pionek · f4 – Biała wieża · d3 – Biały goniec · e3 – Biały skoczek · g3 – Biała wieża · h3 – Biały skoczek · b2 – Biały pionek · c2 – Biały hetman · g2 – Biały pionek · h2 – Biały pionek · g1 – Biały król | a8 – Czarna wieża · e8 – Czarny skoczek · h8 – Czarny król · a7 – Czarny pionek · b7 – Czarny pionek · d7 – Czarny goniec · e7 – Czarna wieża · h7 – Czarny pionek · d6 – Czarny pionek · f6 – Czarny hetman · h6 – Czarny skoczek · d5 – Biały pionek · f5 – Czarny pionek · a4 – Biały pionek · d4 – Czarny pionek · f4 – Biała wieża · d3 – Biały goniec · e3 – Biały skoczek · g3 – Biała wieża · h3 – Biały skoczek · b2 – Biały pionek · c2 – Biały hetman · g2 – Biały pionek · h2 – Biały pionek · g1 – Biały król | a8 – Czarna wieża · e8 – Czarny skoczek · h8 – Czarny król · a7 – Czarny pionek · b7 – Czarny pionek · d7 – Czarny goniec · e7 – Czarna wieża · h7 – Czarny pionek · d6 – Czarny pionek · f6 – Czarny hetman · h6 – Czarny skoczek · d5 – Biały pionek · f5 – Czarny pionek · a4 – Biały pionek · d4 – Czarny pionek · f4 – Biała wieża · d3 – Biały goniec · e3 – Biały skoczek · g3 – Biała wieża · h3 – Biały skoczek · b2 – Biały pionek · c2 – Biały hetman · g2 – Biały pionek · h2 – Biały pionek · g1 – Biały król | a8 – Czarna wieża · e8 – Czarny skoczek · h8 – Czarny król · a7 – Czarny pionek · b7 – Czarny pionek · d7 – Czarny goniec · e7 – Czarna wieża · h7 – Czarny pionek · d6 – Czarny pionek · f6 – Czarny hetman · h6 – Czarny skoczek · d5 – Biały pionek · f5 – Czarny pionek · a4 – Biały pionek · d4 – Czarny pionek · f4 – Biała wieża · d3 – Biały goniec · e3 – Biały skoczek · g3 – Biała wieża · h3 – Biały skoczek · b2 – Biały pionek · c2 – Biały hetman · g2 – Biały pionek · h2 – Biały pionek · g1 – Biały król | a8 – Czarna wieża · e8 – Czarny skoczek · h8 – Czarny król · a7 – Czarny pionek · b7 – Czarny pionek · d7 – Czarny goniec · e7 – Czarna wieża · h7 – Czarny pionek · d6 – Czarny pionek · f6 – Czarny hetman · h6 – Czarny skoczek · d5 – Biały pionek · f5 – Czarny pionek · a4 – Biały pionek · d4 – Czarny pionek · f4 – Biała wieża · d3 – Biały goniec · e3 – Biały skoczek · g3 – Biała wieża · h3 – Biały skoczek · b2 – Biały pionek · c2 – Biały hetman · g2 – Biały pionek · h2 – Biały pionek · g1 – Biały król | 3 |
| 2 | a8 – Czarna wieża · e8 – Czarny skoczek · h8 – Czarny król · a7 – Czarny pionek · b7 – Czarny pionek · d7 – Czarny goniec · e7 – Czarna wieża · h7 – Czarny pionek · d6 – Czarny pionek · f6 – Czarny hetman · h6 – Czarny skoczek · d5 – Biały pionek · f5 – Czarny pionek · a4 – Biały pionek · d4 – Czarny pionek · f4 – Biała wieża · d3 – Biały goniec · e3 – Biały skoczek · g3 – Biała wieża · h3 – Biały skoczek · b2 – Biały pionek · c2 – Biały hetman · g2 – Biały pionek · h2 – Biały pionek · g1 – Biały król | a8 – Czarna wieża · e8 – Czarny skoczek · h8 – Czarny król · a7 – Czarny pionek · b7 – Czarny pionek · d7 – Czarny goniec · e7 – Czarna wieża · h7 – Czarny pionek · d6 – Czarny pionek · f6 – Czarny hetman · h6 – Czarny skoczek · d5 – Biały pionek · f5 – Czarny pionek · a4 – Biały pionek · d4 – Czarny pionek · f4 – Biała wieża · d3 – Biały goniec · e3 – Biały skoczek · g3 – Biała wieża · h3 – Biały skoczek · b2 – Biały pionek · c2 – Biały hetman · g2 – Biały pionek · h2 – Biały pionek · g1 – Biały król | a8 – Czarna wieża · e8 – Czarny skoczek · h8 – Czarny król · a7 – Czarny pionek · b7 – Czarny pionek · d7 – Czarny goniec · e7 – Czarna wieża · h7 – Czarny pionek · d6 – Czarny pionek · f6 – Czarny hetman · h6 – Czarny skoczek · d5 – Biały pionek · f5 – Czarny pionek · a4 – Biały pionek · d4 – Czarny pionek · f4 – Biała wieża · d3 – Biały goniec · e3 – Biały skoczek · g3 – Biała wieża · h3 – Biały skoczek · b2 – Biały pionek · c2 – Biały hetman · g2 – Biały pionek · h2 – Biały pionek · g1 – Biały król | a8 – Czarna wieża · e8 – Czarny skoczek · h8 – Czarny król · a7 – Czarny pionek · b7 – Czarny pionek · d7 – Czarny goniec · e7 – Czarna wieża · h7 – Czarny pionek · d6 – Czarny pionek · f6 – Czarny hetman · h6 – Czarny skoczek · d5 – Biały pionek · f5 – Czarny pionek · a4 – Biały pionek · d4 – Czarny pionek · f4 – Biała wieża · d3 – Biały goniec · e3 – Biały skoczek · g3 – Biała wieża · h3 – Biały skoczek · b2 – Biały pionek · c2 – Biały hetman · g2 – Biały pionek · h2 – Biały pionek · g1 – Biały król | a8 – Czarna wieża · e8 – Czarny skoczek · h8 – Czarny król · a7 – Czarny pionek · b7 – Czarny pionek · d7 – Czarny goniec · e7 – Czarna wieża · h7 – Czarny pionek · d6 – Czarny pionek · f6 – Czarny hetman · h6 – Czarny skoczek · d5 – Biały pionek · f5 – Czarny pionek · a4 – Biały pionek · d4 – Czarny pionek · f4 – Biała wieża · d3 – Biały goniec · e3 – Biały skoczek · g3 – Biała wieża · h3 – Biały skoczek · b2 – Biały pionek · c2 – Biały hetman · g2 – Biały pionek · h2 – Biały pionek · g1 – Biały król | a8 – Czarna wieża · e8 – Czarny skoczek · h8 – Czarny król · a7 – Czarny pionek · b7 – Czarny pionek · d7 – Czarny goniec · e7 – Czarna wieża · h7 – Czarny pionek · d6 – Czarny pionek · f6 – Czarny hetman · h6 – Czarny skoczek · d5 – Biały pionek · f5 – Czarny pionek · a4 – Biały pionek · d4 – Czarny pionek · f4 – Biała wieża · d3 – Biały goniec · e3 – Biały skoczek · g3 – Biała wieża · h3 – Biały skoczek · b2 – Biały pionek · c2 – Biały hetman · g2 – Biały pionek · h2 – Biały pionek · g1 – Biały król | a8 – Czarna wieża · e8 – Czarny skoczek · h8 – Czarny król · a7 – Czarny pionek · b7 – Czarny pionek · d7 – Czarny goniec · e7 – Czarna wieża · h7 – Czarny pionek · d6 – Czarny pionek · f6 – Czarny hetman · h6 – Czarny skoczek · d5 – Biały pionek · f5 – Czarny pionek · a4 – Biały pionek · d4 – Czarny pionek · f4 – Biała wieża · d3 – Biały goniec · e3 – Biały skoczek · g3 – Biała wieża · h3 – Biały skoczek · b2 – Biały pionek · c2 – Biały hetman · g2 – Biały pionek · h2 – Biały pionek · g1 – Biały król | a8 – Czarna wieża · e8 – Czarny skoczek · h8 – Czarny król · a7 – Czarny pionek · b7 – Czarny pionek · d7 – Czarny goniec · e7 – Czarna wieża · h7 – Czarny pionek · d6 – Czarny pionek · f6 – Czarny hetman · h6 – Czarny skoczek · d5 – Biały pionek · f5 – Czarny pionek · a4 – Biały pionek · d4 – Czarny pionek · f4 – Biała wieża · d3 – Biały goniec · e3 – Biały skoczek · g3 – Biała wieża · h3 – Biały skoczek · b2 – Biały pionek · c2 – Biały hetman · g2 – Biały pionek · h2 – Biały pionek · g1 – Biały król | 2 |
| 1 | a8 – Czarna wieża · e8 – Czarny skoczek · h8 – Czarny król · a7 – Czarny pionek · b7 – Czarny pionek · d7 – Czarny goniec · e7 – Czarna wieża · h7 – Czarny pionek · d6 – Czarny pionek · f6 – Czarny hetman · h6 – Czarny skoczek · d5 – Biały pionek · f5 – Czarny pionek · a4 – Biały pionek · d4 – Czarny pionek · f4 – Biała wieża · d3 – Biały goniec · e3 – Biały skoczek · g3 – Biała wieża · h3 – Biały skoczek · b2 – Biały pionek · c2 – Biały hetman · g2 – Biały pionek · h2 – Biały pionek · g1 – Biały król | a8 – Czarna wieża · e8 – Czarny skoczek · h8 – Czarny król · a7 – Czarny pionek · b7 – Czarny pionek · d7 – Czarny goniec · e7 – Czarna wieża · h7 – Czarny pionek · d6 – Czarny pionek · f6 – Czarny hetman · h6 – Czarny skoczek · d5 – Biały pionek · f5 – Czarny pionek · a4 – Biały pionek · d4 – Czarny pionek · f4 – Biała wieża · d3 – Biały goniec · e3 – Biały skoczek · g3 – Biała wieża · h3 – Biały skoczek · b2 – Biały pionek · c2 – Biały hetman · g2 – Biały pionek · h2 – Biały pionek · g1 – Biały król | a8 – Czarna wieża · e8 – Czarny skoczek · h8 – Czarny król · a7 – Czarny pionek · b7 – Czarny pionek · d7 – Czarny goniec · e7 – Czarna wieża · h7 – Czarny pionek · d6 – Czarny pionek · f6 – Czarny hetman · h6 – Czarny skoczek · d5 – Biały pionek · f5 – Czarny pionek · a4 – Biały pionek · d4 – Czarny pionek · f4 – Biała wieża · d3 – Biały goniec · e3 – Biały skoczek · g3 – Biała wieża · h3 – Biały skoczek · b2 – Biały pionek · c2 – Biały hetman · g2 – Biały pionek · h2 – Biały pionek · g1 – Biały król | a8 – Czarna wieża · e8 – Czarny skoczek · h8 – Czarny król · a7 – Czarny pionek · b7 – Czarny pionek · d7 – Czarny goniec · e7 – Czarna wieża · h7 – Czarny pionek · d6 – Czarny pionek · f6 – Czarny hetman · h6 – Czarny skoczek · d5 – Biały pionek · f5 – Czarny pionek · a4 – Biały pionek · d4 – Czarny pionek · f4 – Biała wieża · d3 – Biały goniec · e3 – Biały skoczek · g3 – Biała wieża · h3 – Biały skoczek · b2 – Biały pionek · c2 – Biały hetman · g2 – Biały pionek · h2 – Biały pionek · g1 – Biały król | a8 – Czarna wieża · e8 – Czarny skoczek · h8 – Czarny król · a7 – Czarny pionek · b7 – Czarny pionek · d7 – Czarny goniec · e7 – Czarna wieża · h7 – Czarny pionek · d6 – Czarny pionek · f6 – Czarny hetman · h6 – Czarny skoczek · d5 – Biały pionek · f5 – Czarny pionek · a4 – Biały pionek · d4 – Czarny pionek · f4 – Biała wieża · d3 – Biały goniec · e3 – Biały skoczek · g3 – Biała wieża · h3 – Biały skoczek · b2 – Biały pionek · c2 – Biały hetman · g2 – Biały pionek · h2 – Biały pionek · g1 – Biały król | a8 – Czarna wieża · e8 – Czarny skoczek · h8 – Czarny król · a7 – Czarny pionek · b7 – Czarny pionek · d7 – Czarny goniec · e7 – Czarna wieża · h7 – Czarny pionek · d6 – Czarny pionek · f6 – Czarny hetman · h6 – Czarny skoczek · d5 – Biały pionek · f5 – Czarny pionek · a4 – Biały pionek · d4 – Czarny pionek · f4 – Biała wieża · d3 – Biały goniec · e3 – Biały skoczek · g3 – Biała wieża · h3 – Biały skoczek · b2 – Biały pionek · c2 – Biały hetman · g2 – Biały pionek · h2 – Biały pionek · g1 – Biały król | a8 – Czarna wieża · e8 – Czarny skoczek · h8 – Czarny król · a7 – Czarny pionek · b7 – Czarny pionek · d7 – Czarny goniec · e7 – Czarna wieża · h7 – Czarny pionek · d6 – Czarny pionek · f6 – Czarny hetman · h6 – Czarny skoczek · d5 – Biały pionek · f5 – Czarny pionek · a4 – Biały pionek · d4 – Czarny pionek · f4 – Biała wieża · d3 – Biały goniec · e3 – Biały skoczek · g3 – Biała wieża · h3 – Biały skoczek · b2 – Biały pionek · c2 – Biały hetman · g2 – Biały pionek · h2 – Biały pionek · g1 – Biały król | a8 – Czarna wieża · e8 – Czarny skoczek · h8 – Czarny król · a7 – Czarny pionek · b7 – Czarny pionek · d7 – Czarny goniec · e7 – Czarna wieża · h7 – Czarny pionek · d6 – Czarny pionek · f6 – Czarny hetman · h6 – Czarny skoczek · d5 – Biały pionek · f5 – Czarny pionek · a4 – Biały pionek · d4 – Czarny pionek · f4 – Biała wieża · d3 – Biały goniec · e3 – Biały skoczek · g3 – Biała wieża · h3 – Biały skoczek · b2 – Biały pionek · c2 – Biały hetman · g2 – Biały pionek · h2 – Biały pionek · g1 – Biały król | 1 |
|   | a | b | c | d | e | f | g | h |   |

Enver Bukić (ur. 2 grudnia 1937 w Banja Luce, zm. w lutym 2017) – słoweński szachista, arcymistrz od 1976 roku.

## Kariera szachowa
W latach 70. należał do szerokiej czołówki jugosłowiańskich szachistów. W latach 1970, 1973 i 1977 trzykrotnie reprezentował barwy tego kraju podczas drużynowych mistrzostw Europy, zdobywając wraz z drużyną dwa medale: srebrny (1973) i brązowy (1977). Wielokrotnie startował w finałach indywidualnych mistrzostw Jugosławii, trzykrotnie zdobywając srebrne medale (Kraljevo 1967, Poreč 1974, Bor 1976). Na arenie międzynarodowej sukcesy odniósł m.in. w Belgradzie (1968, I m.), Vršacu (1975, memoriał Borislava Kosticia, dz. I m. wraz z Nino Kirowem), Ulmie (1975, dz. I m.) oraz w Tuzli (1979, I m.).
Jedną z najsłynniejszych partii Envera Bukicia był pojedynek przeciwko mistrzowi świata Michaiłowi Talowi, rozegrany w trakcie meczu Jugosławii ze Związkiem Radzieckim w Budvie w roku 1967. W pozycji przedstawionej na diagramie białe przeprowadziły efektowną kombinację:
1.S:f5! S:f5 2.G:f5 Wc8 3.H:c8!! G:c8 4.G:c8 We1+ 5.Kf2 i kilku posunięciach czarne poddały się.
Najwyższy ranking w karierze osiągnął 1 stycznia 1976 r., z wynikiem 2500 punktów dzielił wówczas 80-84. miejsce na światowej liście FIDE, jednocześnie zajmując 10. miejsce wśród jugosłowiańskich szachistów.
Od roku 2000 nie występuje w turniejach klasyfikowanych przez Międzynarodową Federację Szachową.